# Deconstruction (альбом)
Deconstruction — единственная запись, выпущенная группой Deconstruction, состоящей из Дэйва Наварро и Эрика Эвери. Диск вышел в 1994 году.

## Об альбоме
Музыканты начали записывать альбом, вскоре после ухода из Jane's Addiction, два других участника, Перри Фаррелл и Стивен Перкинс, создали группу Porno for Pyros в тот же период. Альбом считается культовой классикой альтернативного рока. Исполнительным продюсером был Рик Рубин. Приглашённым вокалистом стал Гибби Хайнс (англ. Gibby Haynes) из группы Butthole Surfers.

## Список композиций
1. L.A. Song — 6:02
2. Single — 6:45
3. Get At 'Em — 4:29
4. Iris — 4:40
5. Dirge — 5:53
6. Fire In The Hole — 5:52
7. Son — 3:07
8. Big Sur — 5:41
9. Hope — 3:49
10. One — 5:32
11. America — 7:02
12. Sleepyhead — 3:09
13. Wait For History — 6:03
14. That Is All — 1:10
15. Kilo — 2:09

## Участники записи
- Эрик Эвери — бас, вокал
- Дэйв Наварро — гитара, вокал
- Майкл Мёрфи — ударные
- Гибби Хейнс — вокал на «Get At 'em» и «Fire in the Hole»